# 樋口清登
樋口 清登（ひぐち きよと、1890年（明治23年）2月21日 - 1969年（昭和44年）7月27日）は、大日本帝国陸軍軍人。最終階級は陸軍少将。功四級。

## 経歴・人物
山口県出身。1911年（明治44年）陸軍士官学校第23期卒業、陸軍歩兵少尉に任官。
1939年（昭和14年）3月に陸軍歩兵大佐・父島要塞司令官、1941年（昭和16年）1月に甲府連隊区司令官を経て、1945年（昭和20年）3月に歩兵第86旅団長（支那派遣軍、第12軍、第115師団）に任官。周家口に駐屯した。同年6月10日、陸軍少将に昇進し、間もなく終戦を迎えた。
1947年（昭和22年）11月28日、公職追放仮指定を受けた。